# Société pour les chemins de fer de la Haute-Italie
La Société pour les chemins de fer de la Haute-Italie, (italien : Società per le Ferrovie dell'Alta Italia), abrégé SFAI, était une société ferroviaire privée italienne, fondée en 1865 après la promulgation de la loi n° 2279 du 14 mai 1865 portant l'attribution de la concession de service public des voies ferrées piémontaises. La société a disparu en 1885. Le réseau en concession de la compagnie, d'une longueur de 1 400 km, a été réparti entre les deux principales sociétés concessionnaires privées italiennes de l'époque, la Rete Adriatica - RA et la Rete Mediterranea - RM. Les 976 locomotives de son parc matériel ont été réparties, 674 à la RM et 302 à la RA. Le 1er juillet 1905, toutes les sociétés concessionnaires ferroviaires ont été nationalisées et intégrées dans la compagnie nationale des chemins de fer italiens, les Ferrovie dello Stato Italiane - FS.

## Histoire
Après l'unification de l'Italie, la situation ferroviaire est caractérisée par des décisions presque contradictoires des gouvernements successifs. D'une part, l'État garantissait la poursuite des conventions passées avant l'unification du pays et d'autre part, il intervenait directement dans la gestion et la construction de nouvelles lignes.
L'exploitation du réseau ferroviaire était divisée en vingt-deux entités, sans compter celles de la Vénétie et des États Pontificaux. En fin d'année 1864, le gouvernement italien, opère une restructuration complète des sociétés concessionnaires et des administrations ferroviaires existantes.
La loi no 2247 du 14 mai 1865 prévoit la cession des lignes piémontaises, et la fusion de différents réseaux, avec la formation de trois sociétés ferroviaires : la SFAI, la Romane, et la Meridionali.
Le réseau de la SFAI comprend les lignes piémontaises (anciennement propriété du royaume de Piémont-Sardaigne), d'autres privées, exploitées par la Società Vittorio Emanuele ainsi que l'ancien Südbahn, réseau construit par l'Empire austro-hongrois. Le réseau SFAI représente pratiquement tout le réseau du Nord de l'Italie, soit 1 400 km de lignes, allant vers le sud jusqu'à Florence.
Par la suite s'y ajouteront la ligne du Fréjus qui emprunte le tunnel du même nom, voulu par le roi Victor-Emmanuel II et entièrement construit par le royaume de Piémont-Sardaigne, pour rallier ses provinces savoyardes rattachées à la France en 1861, la ligne Pontebbana, reliant Udine à Villach (frontière autrichienne), la ligne Leopolda (it) (Florence-Pise-Livourne), la ligne de Pise à Gênes, la ligne de Gênes à Vintimille (frontière française), et la ligne Savone-Acqui (it). La SFAI assurait aussi l'exploitation d'autres lignes, fruit de négociations avec les autres sociétés concessionnaires.
À la fin de son histoire, en 1885, la SFAI avait le contrôle du trafic ferroviaire provenant des traversées des Alpes et de la desserte de grandes villes comme Gênes, Turin, Milan, Bologne et Florence. La SFAI acquiert également de l'État les services de navigation sur le lac Majeur et le lac de Garde.
18 842 millions de lires sont entrés dans les caisses de l'État italien avec la cession des voies ferrées et du matériel roulant à la nouvelle SFAI pour une concession de 95 ans. Le gouvernement garantissait, en outre, à la Société un revenu brut de 28 millions de £ires pour tout le réseau.
Dans ses deux premières années d'existence, en 1865, la Société qui dépendait du financement des banquiers Rothschild, change sa propre dénomination de Strade Ferrate dell'Alta Italia (it) en Ferrovie dell'Alta Italia (it) et, un an plus tard, en Società ferroviaria dell'Alta Italia. La société se retrouve rapidement en profonde déconfiture économique avant que le gouvernement Minghetti en anticipe la reprise de la part de l’État avec la loi du 18 décembre 1875 qui rencontre néanmoins une vive opposition à cause du coût du rachat considéré comme excessif et injustifié. Malgré la chute du gouvernement en 1878, la SFAI est nationalisée.
Avec la convention de 1885, le réseau de la SFAI est distribué entre Rete Adriatica - RA (it) et Rete Mediterranea - RM. Sur les 976 locomotives de l'inventaire, 674 sont attribuées aux RM et 302 aux RA.

## Principaux projets et réalisations

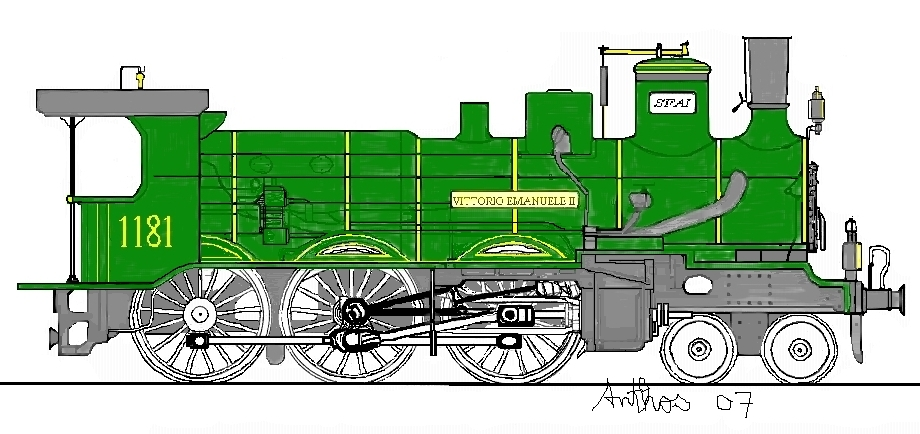
Locomotive à vapeur SFAI 1181 Vittorio Emanuele II, une des plus belles réalisations du bureau d'études SFAI de Turin

En 1865, la plupart des trains de la SFAI sont dotés d'un frein général manuel à vis actionné par le machiniste, installé sur le tender de la locomotive, agissant sur chaque élément tracté, tout le long du convoi. Pour résoudre l'inévitable manque de réactivité de ce système, la société a équipé beaucoup de ses locomotives de la technologie du frein à contre-vapeur, beaucoup plus efficace.
Autour de 1880, la SFAI commence à équiper son parc de machines du frein automatique adopté en général sur les lignes les plus orientales, le frein à vide de technologie Hardy Smith (hérité des trains de l'Empire austro-hongrois) et le frein à air comprimé de type Westinghouse restant en service sur les autres lignes ; en 1885 environ 75 locomotives sont équipées du frein automatique.
En 1872, la SFAI se dote de son propre bureau d'études concevant les matériels roulants et de traction, à Turin. Sous la direction de l'ingénieur Filiberto Frescot, quelques-unes des meilleures locomotives à vapeur de l'époque vont voir le jour. Les lignes difficiles pour franchir les Apennins et les Alpes ont obligé la SFAI à développer des machines très puissantes, inconnues des compagnies étrangères tractant des convois sur des terrains peu accidentés.
En 1880, la SFAI prend comme responsable de la maintenance de son système de signalisation et de sécurité par leviers de type Saxby (du nom de l'inventeur John Saxby), l'ingénieur Riccardo Bianchi (it) qui, dans les années suivantes, invente un système de commande hydraulique à mélange eau-glycérine, système breveté avec l'aide de la société de l'ingénieur Servettaz. Le premier enclenchement hydrodynamique du monde pour la commande des aiguillages et signaux est installé à la gare d'Abbiategrasso alors que la SFAI avait déjà été rachetée et ses lignes intégrées par la Rete Mediterranea. À la suite du rachat du réseau SFAI par l'État et son attribution en concession en 1885, le centre d'études SFAI de Turin est devenu le bureau d'études de la compagnie Rete Mediterranea.
Les réalisations les plus remarquables du bureau d'études SFAI de Turin sont la Locomotive SFAI 1181 Vittorio Emanuele II (it), de type 2-3-0 avec tender, d'une puissance de plus de 600 chevaux et la SFAI Gruppo 650, dont une représentation stylisée sert d'emblème au Musée Ferroviaire Piémontais (it).
La SFAI a été la première société ferroviaire à installer en Italie, en 1873, un appareil central de manœuvre de type Saxby-Farmer, à la gare de Gênes-Piazza-Principe.

## Le réseau exploité par la SFAI en1865
Réseau du Piémont
| Lignes en pleine propriété     | km  |
| ------------------------------ | --- |
| De Turin à Alexandrie et Gênes | 174 |
| de Turin à Novare et Tucino    | 116 |
| Ligne d'Alexandrie à Arona     | 102 |
| Ligne de Verceil à Valenza     | 102 |

| Où la compagnie est actionnaire majoritaire   | km  |
| --------------------------------------------- | --- |
| Ligne du Fréjus Turin à Suse                  | 54  |
| Ligne Turin à Coni et Saluces                 | 103 |
| Ligne d'Alexandrie et Novi Ligure à Plaisance | 116 |

| Lignes appartenant à des sociétés privées, en gestion | km |
| ----------------------------------------------------- | -- |
| Ligne de Turin à Pinerolo (it)                        | 38 |
| Ligne de Mortara à Vigevano (it)                      | 13 |
| Ligne d'Alexandrie à Acqui Terme (it)                 | 34 |
| Ligne de Chivasso à Ivrea                             | 33 |
| Ligne de Santhià à Bielle                             | 30 |
| Ligne de Novare à Cava d'Alzo                         | 36 |
| Ligne d'Alexandrie à Cavallermaggiore (it)            | 98 |

| Lignes en exploitation provisoire  | km |
| ---------------------------------- | -- |
| Ligne de Torreberetti à Pavie (it) | 41 |
| Ligne de Gênes à Voltri            | 15 |

Réseau de Lombardie
| Lignes en exploitation                                              | km  |
| ------------------------------------------------------------------- | --- |
| Ligne de Milan à Peschiera del Garda (it) et Ligne de Turin à Milan | 171 |
| Ligne de Milan à Camerlata (it)                                     | 45  |
| Ligne de Rho à Sesto Calende (it)                                   | 44  |
| Ligne de Gallarate à Varèse (it)                                    | 19  |
| Ligne de Bergame à Lecco (it)                                       | 33  |
| Ligne de Treviglio à Crémone (it)                                   | 66  |
| Ligne de Milan à Piacenza                                           | 67  |
| Ligne de Milan à Pavie                                              | 32  |

Réseau d'Italie Centrale
| Lignes en exploitation            | km  |
| --------------------------------- | --- |
| Ligne de Milan à Bologne          | 147 |
| Ligne de Bologne à Pistoia (it)   | 95  |
| Ligne de Bologne à Pontelagoscuro | 52  |